# Денят на мъртвите (филм, 2008)
„Денят на мъртвите“ (на английски: Day of the Dead) е американски филм на ужасите от 2008 г.
Римейк е на класическия филм от 1985 г. където действието се развива известно време след събитията от „Нощта на живите мъртви“ и „Зората на мъртвите“, които обхванаха целия свят. Героите на филма са малка група учени и военни, които се крият от мъртвите в подземен бункер.
Заснет е предимно в България, но някои сцени са снимани в Лос Анджелис, Калифорния.

## Актьорски състав
- Мена Сувари – Сара Боумън
- Ник Кенън – редник Салазар
- Майкъл Уелч – Тревър Крос
- Анна-Лин Маккорд – Нина
- Старк Сендс – редник Бъд Крейн
- Мат Рипи – д-р Логън